# Підмурняк Олександр Олексійович
Підмурня́к Олександр Олексійович (нар. 13 червня 1970, Адамівка, Віньковецький район, Хмельницька область, УРСР) — лікар-хірург вищої кваліфікаційної категорії, науковець, педагог, історик, професор (2018), доктор медичних наук (2008), завідувач відділенням загальної та реконструктивної хірургії з центром шлунково-кишкових кровотеч Хмельницької обласної лікарні (2008).

## Біографія
Народився 13 червня 1970 року в селі Адамівка, Віньковецького району, Хмельницької області. Батько Олексій Васильович працював інженером, мати Надія Юхимівна — бухгалтером.
Одружений. Дружина Олеся Яківна — заступник головного лікаря Хмельницької обласної дитячої лікарні.
Сини Олександр і Олексій — чемпіони України, віце-чемпіони Європи, призери чемпіонату світу з боксу, майстри спорту України, переможці Малої академії наук (МАН) України з математики і біології.

## Освіта
- 1987 — з медаллю закінчив загальноосвітню школу № 5 м. Хмельницького.
- 1994 — з відзнакою (червоний диплом) закінчив лікувальний факультет Чернівецького державного медичного інституту.
- 1994—1997 — інтернатура за спеціальністю хірургія на факультеті післядипломної освіти Вінницького державного медичного інституту імені М. І. Пирогова на базі Хмельницької обласної клінічної лікарні.
- 1998—2002 — аспірантура (заочна форма навчання) на кафедрі торакоабдомінальної хірургії Київської медичної академії післядипломної освіти імені Л. П. Шупика.
- 2001 — захистив дисертацію на здобуття наукового ступеня кандидата медичних наук за спеціальністю хірургія в Тернопільській державній медичній академії імені І. Я. Горбачевського.
- 2005—2008 — навчання в докторантурі Національного інституту хірургії та трансплантології АМН України ім. О. О. Шалімова (м. Київ) за спеціальністю хірургія.
- 2006 — присвоєна вища атестаційна кваліфікаційна категорія за спеціальністю хірургія.
- 2008 — після успішного захисту дисертації в Національному інституті хірургії та трансплантології АМН України ім. О. О. Шалімова (м. Київ) отримав звання доктора медичних наук за спеціальністю хірургія.

## Трудова діяльність
- 1997—2005 — ургентний хірург центру шлунково-кишкових інфекцій хірургічного відділення Хмельницької обласної лікарні.
- 2002—2006 — асистент кафедри хірургії факультету післядипломної освіти Вінницького національного медичного університету імені М. І. Пирогова (за сумісництвом).
- 2004—2007 — ургентний хірург Хмельницького обласного центру екстреної медичної допомоги та медицини катастроф.
- З 2008 — асистент кафедри хірургії факультету післядипломної освіти Вінницького національного медичного університету імені М. І. Пирогова (за сумісництвом).
- З 2010 — доцент кафедри «Валеологія» Хмельницької гуманітарно-педагогічної академії.
- З 2008 — завідувач відділенням загальної та реконструктивної хірургії з центром шлунково-кишкових кровотеч Хмельницької обласної лікарні.
- З 2018 — професор Хмельницької гуманітарно-педагогічної академії.

## Наукова діяльність

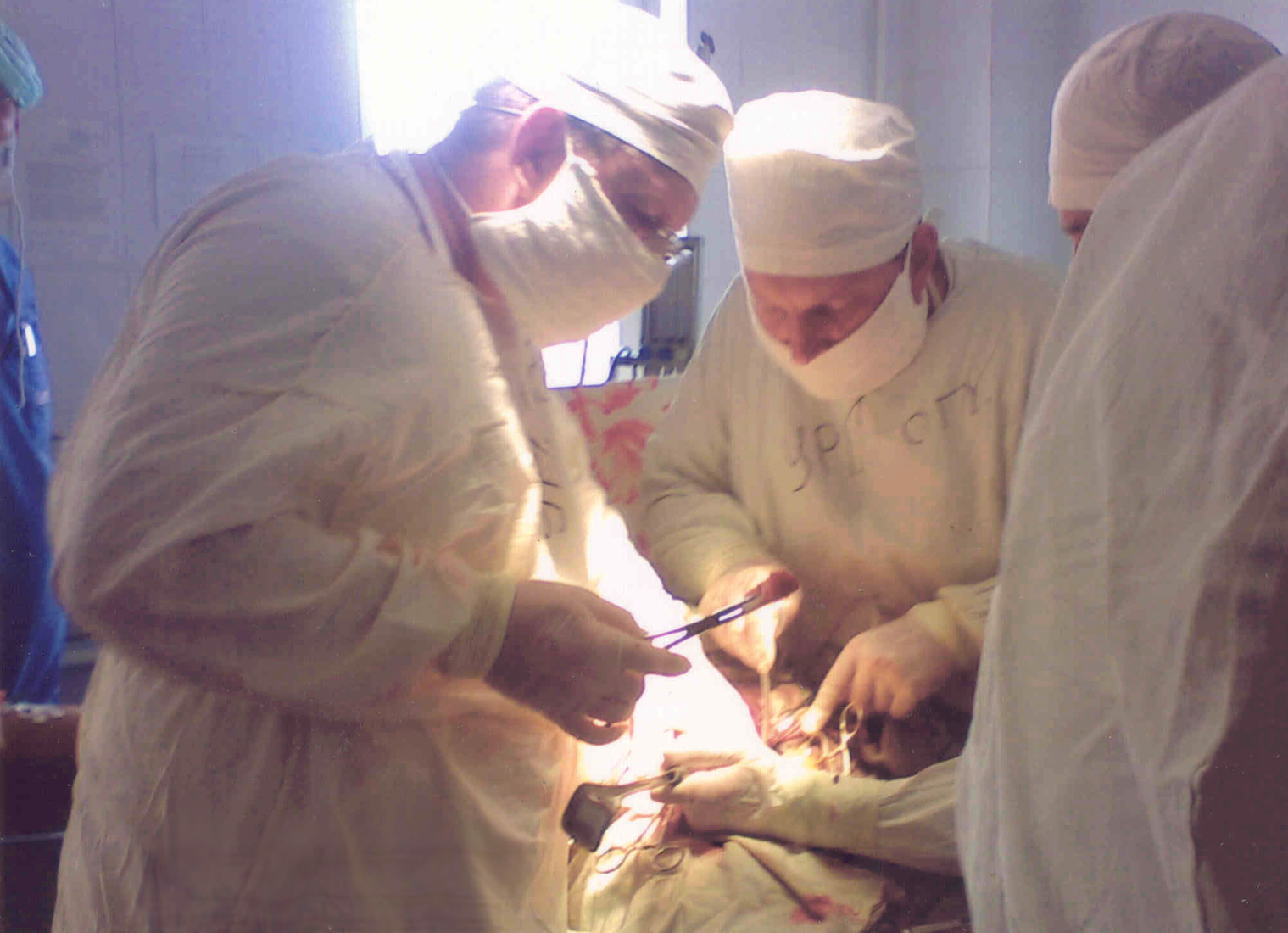
2011 р., Підмурняк Олександр Олексійович (ліворуч) під час операції.

З самого початку роботи в Хмельницькій обласній лікарні Олександр Олексійович запроваджував нові методики діагностики та лікування захворювань підшлункової залози та малоінвазивні методи лікування захворювань черевної порожнини.
Одним з перших в Хмельницькій області виконав лапароскопічні операції на загальному жовчному протоці, діафрагмальних грижах, кістозних утвореннях печінки, а також радикальні операції при захворюваннях підшлункової залози (тотальна панкреатектомія).
Олександр Підмурняк протягом багатьох років успішно займається лікуванням і проводить оперативні втручання при захворюваннях підшлункової залози: панкреатиті, панкреонекрозі, пухлинах та ін.
Брав участь у багатьох конгресах, з'їздах, симпозіумах, науково-практичних конференціях з хірургії в Україні та за кордоном. Широко займається підготовкою молодих лікарів.
Автор більше 100 наукових робіт, 5 раціоналізаторських пропозицій, 9 патентів на винахід. Співавтор книги «Острый послеоперационный панкреатит».

## Громадська діяльність
Має активну громадянську позицію. Співзасновник Хмельницького обласного благодійного фонду «Великий Дім» та громадської організації «Сила Надії».
Член Спілки літераторів Хмельницької області. Автор ряду книг: «Философия и история единоборств» (3 книги), «Занимательная история Украины» (в 3 т.), «Размышления об исторической государственности, уникальности и величии Украины».
| | Книга являє собою збірник різних версій, ідей і роздумів, які стосуються історичного розвитку європейської і української цивілізацій, починаючи з самих давніх часів і до закінчення епохи «Козаччини» в Україні. На основі цього автор спробував створити оригінальну, логічно побудовану теорію виникнення і розвитку української нації, пояснити особливості «українського менталітету» як наслідок важкої, а часом і жорстокої долі українського народу. Головна мета книги показати самобутність українського етносу, довести велич і значимість України у свійтовій історії, відродити в серцях українців любов і гордість до української нації і держави. |
| — Презентація книги «Размышления об исторической государственности, уникальности и величии Украины», | |

В 2015 році як самовисуванець брав участь у виборах та був кандидатом на посаду Хмельницького міського голови.

## Нагороди та відзнаки
- 2009 — медаль «90 років карному розшуку України» Міністерства внутрішніх справ України.
- 2013 — орден «Георгія Побідоносця» Української православної церкви.
- 2013 — медаль «1025 років хрещення Київської Русі» Української православної церкви.
- 2014 — Почесна грамота Міністерства охорони здоров'я України.
- 2017 — Почесна грамота Хмельницької обласної ради.